# Grant-Valkaria
Grant-Valkaria es un pueblo ubicado en el condado de Brevard en el estado estadounidense de Florida. En el Censo de 2010 tenía una población de 3.850 habitantes y una densidad poblacional de 49,22 personas por km².

## Geografía
Grant-Valkaria se encuentra ubicado en las coordenadas 27°56′4″N 80°33′57″O / 27.93444, -80.56583. Según la Oficina del Censo de los Estados Unidos, Grant-Valkaria tiene una superficie total de 78.22 km², de la cual 70.37 km² corresponden a tierra firme y (10.04%) 7.86 km² es agua.

## Demografía
Según el censo de 2010, había 3.850 personas residiendo en Grant-Valkaria. La densidad de población era de 49,22 hab./km². De los 3.850 habitantes, Grant-Valkaria estaba compuesto por el 91.38% blancos, el 3.95% eran afroamericanos, el 0.49% eran amerindios, el 1.56% eran asiáticos, el 0.05% eran isleños del Pacífico, el 0.81% eran de otras razas y el 1.77% pertenecían a dos o más razas. Del total de la población el 4.57% eran hispanos o latinos de cualquier raza.